# Planilaoma luckmanii
Planilaoma luckmanii är en snäckart som först beskrevs av Brazier 1877.  Planilaoma luckmanii ingår i släktet Planilaoma och familjen Charopidae. IUCN kategoriserar arten globalt som livskraftig. Inga underarter finns listade i Catalogue of Life.